# Retrato de Martim Afonso de Sousa
Retrato de Martim Afonso de Sousa é uma pintura de José Wasth Rodrigues. A sua data de criação é a primeira metade do século XX. A obra é do gênero retrato. Encontra-se sob a guarda de Museu Paulista. Retrata Martim Afonso de Sousa, nobre, militar e administrador colonial português.

## Descrição
A obra foi produzida com tinta a óleo. Suas medidas são: 142 centímetros de altura e 142 centímetros de largura. Faz parte da Coleção José Wasth Rodrigues, no Museu Paulista, especialmente voltada à reconstrução da formação cultural de São Paulo. O número de inventário é 1-19506-0000-0000.
A obra foi uma encomenda de Afonso d'Escragnolle Taunay, no contexto do programa decorativo do Museu Paulista, na primeira metade do século XX. O quadro foi colocado no saguão principal do museu.

## Análise
O quadro de Wasth Rodrigues baseia-se em Martim Afonso de Sousa, de Roque Gameiro. Essa obra de inspiração consta no terceiro volume de História da colonização portuguesa do Brasil.
Sobre a representação de Martim Afonso de Sousa por Wasth Rodrigues foi dito que ele:
| “ | é representado como militar cortesão do século XVI. Veste-se imponentemente: calção curto acolchoado e volumoso, gibão também curto de gola alta e samarra com manga ampla, confeccionados com ricos tecidos e fendas a mostrar os forros, igualmente luxuosos. Sob o gibão, o colarinho (mantéu) bastante discreto aparece apenas na lateral; os punhos arrematam a parte interna da vestimenta. Na cabeça, chapéu achatado adornado com joia. Pende do pescoço a fita vermelha com medalha da Ordem Militar de Cristo. Na cintura, cinturão e boldrié com a espada. O contraste entre os azuis do gibão e do calção com o vermelho da fita e grandes partes do brasão, junto com os brancos das fendas da vestimenta ilumina a composição, enquanto predominam os castanhos, cinzentos e vinhos em todos os outros elementos. O donatário da capitania tem o braço esquerdo flexionado segurando a espada, enquanto segura o bastão de comandante militar com a mão direita. Apoia-se em móvel sobre o qual aparece uma parte de esfera armilar.87 Na parte superior direita, o brasão do nobre. | ” |

A obra foi exposta inicialmente, com o Retrato de D. João III, no Instituto Histórico e Geográfico de São Paulo, no contexto de celebrações relativas à fundação de São Vicente. Posteriormente, foi incorporada à coleção do Museu Paulista.